# محمود فارس
محمود فارس  هو ممثل مصري، تخرج من المعهد العالي للفنون المسرحية بدأ حياتة الفنية عام 1990 بدايته كانت من خلال المسرح قبل أن يترشح للمشاركة في فيلم عمارة يعقوبيان مع الفنان عادل إمام.

## السيرة الذاتية
ولد محمود فارس في محافظة المنوفية 14 نوفمبر 1973 ، حاصل على بكالوريوس المعهد العالي للفنون المسرحية بدأ حياتة الفنية عام 1990 على عدد من المسارح مثل: "الهناجر، الطليعة، المسرح القومي"، وبعض مراكز الشباب في الأقاليم وكان أول ظهور سينمائي له كان في فيلم "عمارة يعقوبيان"، عام 2005، للمخرج مروان حامد.

## أعماله

### الأفلام
- عمارة يعقوبيان
- هى فوضى
- حين ميسرة
- الكبار
- واحد صفر
- كف القمر
- اشتباك [3]
- سوق الجمعة
- شاومينج

### المسلسلات
- خط ساخن
- عمرو ابن العاص
- الليل وآخره
- فرعون
- الخواجة عبد القادر
- يونس ولد فضه
- حواري بوخاريست
- القيصر [4]
- انا عشقت
- تحت السيطرة
- استيفا
- الزيبق [5][6]
- طاقة نور [7]
- كفر دلهاب
- مليكة
- ظل الرئيس
- البارون
- أفراح ابليس [8]
- السر
- خط ساخن [9][10]